# العلاقات الأردنية السويدية
العلاقات الأردنية السويدية هي العلاقات الثنائية التي تجمع بين الأردن والسويد.

## مقارنة بين البلدين
هذه مقارنة عامة ومرجعية للدولتين:
| وجه المقارنة                                              | الأردن                   | السويد                                                                               |
| --------------------------------------------------------- | ------------------------ | ------------------------------------------------------------------------------------ |
| المساحة (كم2)                                             | 89.34 ألف                | 450.30 ألف                                                                           |
| عدد السكان (نسمة)                                         | 9.81 مليون               | 10.16 مليون                                                                          |
| الكثافة السكانية (ن./كم²)                                 | 109.81                   | 22.56                                                                                |
| العاصمة                                                   | عمان                     | ستوكهولم                                                                             |
| اللغة الرسمية                                             | اللغة العربية            | اللغة السويدية، لغات السامي، اللغة الفنلندية، منكيلي، اللغة الرومنية، اللغة اليديشية |
| العملة                                                    | دينار أردني              | كرونة سويدية                                                                         |
| الناتج المحلي الإجمالي (بليون دولار)                      | 40.07 مليار              | 538.04 مليار                                                                         |
| الناتج المحلي الإجمالي (تعادل القوة الشرائية) بليون دولار | 82.80 مليار              | 469.01 مليار                                                                         |
| الناتج المحلي الإجمالي الاسمي للفرد دولار أمريكي          | 4.94 ألف                 | 50.58 ألف                                                                            |
| الناتج المحلي الإجمالي للفرد دولار أمريكي                 | 12.05 ألف                | 45.30 ألف                                                                            |
| مؤشر التنمية البشرية                                      | 0.748                    | 0.907                                                                                |
| رمز المكالمات الدولي                                      | +962                     | +46                                                                                  |
| رمز الإنترنت                                              | .jo                      | .se                                                                                  |
| المنطقة الزمنية                                           | ت ع م+02:00، ت ع م+03:00 | توقيت وسط أوروبا، ت ع م+01:00، ت ع م+02:00، أوروبا/ستوكهولم ‏                         |

## منظمات دولية مشتركة
يشترك البلدان في عضوية مجموعة من المنظمات الدولية، منها:
| علم المنظمة | اسم المنظمة                               | تاريخ انضمام الأردن | تاريخ انضمام السويد |
| ----------- | ----------------------------------------- | ------------------- | ------------------- |
|             | وكالة ضمان الاستثمار متعدد الأطراف        | 12 أبريل 1988       | 12 أبريل 1988       |
|             | منظمة الشرطة الجنائية الدولية             | ?                   | ?                   |
|             | منظمة حظر الأسلحة الكيميائية              | ?                   | ?                   |
|             | منظمة التجارة العالمية                    | ?                   | 1995                |
|             | الأمم المتحدة                             | 14 ديسمبر 1955      | 19 نوفمبر 1946      |
|             | مؤسسة التمويل الدولية                     | 20 يوليو 1956       | 20 يوليو 1956       |
|             | يونسكو                                    | 14 يونيو 1950       | 23 يناير 1950       |
|             | مؤسسة التنمية الدولية                     | 4 أكتوبر 1960       | 24 سبتمبر 1960      |
|             | البنك الدولي للإنشاء والتعمير             | 29 أغسطس 1952       | 31 أغسطس 1951       |
|             | المركز الدولي لتسوية المنازعات الاستشارية | 29 نوفمبر 1972      | 28 يناير 1967       |
|             | الاتحاد البريدي العالمي                   | ?                   | ?                   |
|             | الاتحاد الدولي للاتصالات                  | 20 مايو 1947        | 1866                |

## أعلام
هذه قائمة لبعض الشخصيات التي تربطها علاقات بالبلدين:
- إيمان بنت الحسين (24 أبريل 1983 – )
- جوناثان التميمي (لاعب كرة قدم سويدي، 12 أكتوبر 1994[19] – )
- حمزة بن الحسين (ولي عهد أردني سابق، 29 مارس 1980 – )
- راية بنت الحسين (9 فبراير 1986 – )
- زيد رعد زيد الحسين (دبلوماسي أردني، 26 يناير 1964 – )
- مرعد بن رعد (11 يونيو 1965 – )
- نور الحسين (ملكة أردنية، عقيلة الملك الحسين بن طلال، 23 أغسطس 1951[20] – )
- هاشم بن الحسين (10 يونيو 1981 – )

## وصلات خارجية
- موقع وزارة الخارجية الأردنية
- موقع وزارة الخارجية السويدية